# Eikoku Tantei Mysteria
Eikoku Tantei Mysteria (英国探偵ミステリア?, Eikoku Tantei Misuteria) è una visual novel giapponese per PlayStation Portable, pubblicata per la prima volta il 7 marzo 2013. Il character design è di Natsu Mimura.

## Trama
Londra, Inghilterra, fine del XIX secolo. La giovane Emily Whiteley si trasferisce in città e fa il proprio debutto in società in occasione della festa di compleanno della Regina Vittoria: al ricevimento le viene affidato il compito di trovare Chelsea, la gatta della sovrana, misteriosamente scomparsa. Una volta riavuto l'animale, la regina, in segno di gratitudine, le offre la possibilità di frequentare la Harrington Gakuen (ハリントン学園?, Harinton Gakuen), un'accademia speciale per investigatori.

## Personaggi

### Principali
Emily Whiteley (エミリー・ホワイトリー?, Emirī Howaitorī)
Sedicenne curiosa, allegra e coraggiosa, ha vissuto fuori Londra con le cameriere e il suo maggiordomo, Pendleton, che l'ha istruita privatamente. Frequentando la Harrington Gakuen diventa una detective razionale le cui capacità vengono riconosciute anche da Herlock. I suoi genitori, il conte Robert e sua moglie Olivia, sono stati assassinati nottetempo con una pugnalata al cuore quando lei aveva quattro anni, e la casa data alle fiamme per mascherare l'omicidio: cresciuta, Emily è quindi tornata nel West End di Londra, nella magione ricostruita, per risolvere il mistero della loro morte. La giovane ama ascoltare musica e mangiare, soprattutto torte alla crema.
Doppiata da Satomi Akesaka.
Herlock Holmes (Holmes Jr.) (ホームズJr./エルロック・ホームズ?, Hōmuzu Jr./Erurokku Hōmuzu)
Figlio di Sherlock Holmes, con il quale viene sempre paragonato, ha ereditato la maggior parte dei tratti caratteriali del padre: è infatti un ragazzo dall'intelletto geniale e dal ragionamento veloce, talvolta cinico, avente però anche un lato fanciullesco dovuto alla giovane età. Parla in fretta e ha doti di combattente, oltre ad essere molto bravo nel travestimento. Inizialmente non riconosce le capacità investigative di Emily, ma poi si ricrede. Ama bere tè nero, in particolare il Prince of Wales. Nato il 25 gennaio, ha 17 anni ed è di gruppo sanguigno AB.
Doppiato da Chihiro Suzuki.
William Hamish Watson (Watson Jr.) (ワトソンJr./ウィリアム・ヘイミッシュ・ワトソン?, Watoson Jr./U~iriamu Heimisshu Watoson)
Migliore amico di Herlock, è il figlio del dottor Watson, allegro, gentile e spiritoso. Si comporta come un gentiluomo, soprattutto nei confronti delle ragazze. Bravo nel combattimento, nel quale si è allenato insieme a Kenichirō, sa anche risolvere casi senza l'aiuto di Herlock. Il suo sogno è diventare medico. Ama l'equitazione e il suo piatto preferito è il welsh rarebit. Nato il 10 luglio, ha 17 anni ed è di gruppo sanguigno 0.
Doppiato da Ryōhei Kimura.
Jean Lupin (Lupin Jr.) (ルパンJr./ジャン・ルパン?, Rupan Jr./Jan Rupan)
Figlio di Arsene Lupin, è un ladro gentiluomo di nome Lupin, dalla menta svelta come quella di Herlock. Durante il giorno, a scuola, finge di essere un ragazzo timido, goffo e pasticcione. Il suo passatempo preferito sono gli scacchi, mentre ama i pancake. Nato l'8 giugno, ha 17 anni ed è di gruppo sanguigno AB.
Doppiato da Masaya Matsukaze.
Jack Mirrors/Jack lo squartatore (切り裂きジャック/ジャック・ミラーズ?, Kirisaki Jakku/Jakku Mirāzu)
Studente della Harlington Gakuen grazie a una borsa di studio, in segreto è Jack lo squartatore, appartenente all'organizzazione criminale Spellbound. Vive nell'East End di Londra ed è stato adottato da un uomo di nome Henry. Emily è la prima persona che gli diventa amica, nonostante la sua facciata fredda. Trascorre le lezioni dormendo, ma ha comunque buoni voti. Ama cacciare, e il suo cibo preferito è il blackberry fool. Nato il 24 ottobre, ha 17 anni ed è di gruppo sanguigno AB.
Doppiato da Yūki Fujiwara.
Kenichirō Akechi (明智健一郎?, Akechi Kenichirō)
Studente trasferitosi alla Harlington Gakuen dal Giappone, fa parte di un'élite di studenti stranieri. Sa combattere con la katana ed è rivale di Herlock. Ha l'abitudine di borbottare quando pensa, ed è una persona alla quale ci si può affidare. Lavora all'agenzia investigativa del signor Dehal. Il suo hobby è la calligrafia cinese, mentre gli piace il sushi. Nato il 15 gennaio, ha 17 anni ed è di gruppo sanguigno A.
Doppiato da Hiroaki Miura.

### Secondari
Seiji Kobayashi (小林誠司?, Kobayashi Seiji)
Aiutante di Kenichirō, come lui fa parte di un'élite di studenti stranieri provenienti dall'Oriente. Di personalità innocente, è molto protettivo nei confronti di Emily e cerca sempre di farla sorridere. Lavora all'agenzia investigativa del signor Dehal con Kenichirō. La sua arma è una fionda. Gli piace leggere romanzi gialli e mangiare la monaka. Nato il 2 dicembre, ha 16 anni ed è di gruppo sanguigno A.
Doppiato da Toshiyuki Toyonaga.
Sarah Marple (セーラ・マープル?, Sēra Māpuru)
All'apparenza fredda e distante, è in realtà un'amica fidata di Emily e proviene dalla campagna come lei. È molto brava a confezionare abiti, e il suo dolce preferito sono le maids of honour. Ha sempre qualcosa da mangiare per Emily. Nata l'11 novembre, ha 17 anni ed è di gruppo sanguigno A.
Doppiata da Mariko Honda.
Abegail Hudson (Miss Hudson) (ミス・ハドソン/アビゲイル・ハドソン?, Misu Hadoson/Abigeiru Hadoson)
Padrona di casa di Herlock e William, la sua passione è rassettare il loro appartamento nel West End e il suo cibo preferito è l'eton mess. Nonostante la giovane età, 14 anni, sembra più adulta per il suo comportamento maturo. Nata il 28 febbraio, è di gruppo sanguigno B.
Doppiata da Yuka Terasaki.
Ralph Pendleton (ラルフ・ペンデルトン?, Rarufu Penderuton)
Maggiordomo e guardia del corpo di Emily, l'ha istruita privatamente sin dalla morte dei suoi genitori, prendendola molto a cuore. Di solito calmo, si allarma facilmente. Il suo passatempo è il giardinaggio e ama mangiare scones. Nato il 3 settembre, è di gruppo sanguigno A.
Doppiato da Toshinobu Īda.
Sherlock Holmes (ホームズ父/シャーロック・ホームズ?, Hōmuzu chichi/Shārokku Hōmuzu)
Eccelso violinista ed estimatore di ale, è uno dei detective più capaci e noti di Londra, e il padre di Herlock. Il rapport con il figlio non è dei migliori e talvolta litigano. Nato il 19 agosto, è di gruppo sanguigno AB.
Doppiato da Kōichi Yokota.
Arsene Lupin (ルパン父/アルセーヌ・ルパン?, Rupan chichi/Arusēnu Rupan)
Celebre ladro gentiluomo, è il padre di Jean. La sua passione è il nanpa, e il suo cibo preferito è fish and chips. Nato il 1º aprile, è di gruppo sanguigno B.
Doppiato da Masaki Iwasaki.

### Antagonisti
Professor James Moriarty (モリアーティ教授/ジェームズ・モリアーティ?, Moriāti kyōju/Jēmuzu Moriāti)
Capo di un'organizzazione criminale, è la nemesi di Sherlock Holmes. Creduto morto cadendo dalla cascata Reichenbach, in realtà è sopravvissuto.
Doppiato da Hozumi Gōda.
Sebastian Moran (モラン大佐/セバスチャン・モラン?, Moran taisa/Sebasuchan Moran)
Braccio destro di Moriarty, ex-militare d'élite. Sua moglie è morta.
Doppiato da Yuya Miyashita.
Bradley (ブラッドリー?, Buraddorī)
Nonostante l'aspetto di ragazzo debole, è uno spietato assassino. Orfano, è stato allevato da Moran e nutre una grande ammirazione per Moriarty.
Doppiato da Yūto Suzuki.
Fred Porlock (フレッド・ポーロック?, Fureddo Pōrokku)
Imprigionato dal carcere della Torre di Londra, è presto riuscito a evadere. Combatte con una sciabola.
Doppiato da Yūki Ono.

## Modalità di gioco
Il giocatore affronta la partita dal punto di vista di Emily.
Eikoku Tantei Mysteria ha varie route: una comune e una per ogni personaggio. La route comune occupa i capitoli dall'1 al 9, introducendo in ciascuno i vari protagonisti, mentre le route dei singoli personaggi, che possono essere intraprese in qualsiasi ordine, sono lunghe tre capitoli. Ognuna di esse contiene dei casi che Emily deve risolvere, e può avere diversi finali:
- Lieto fine: Emily inizia una relazione con il protagonista della route. Jack diventa invece la sua guardia del corpo.
- Brutta fine: il protagonista della route si allontana da Emily. Nella route di Jack, non è presente.
- Finale amichevole: è l'unico finale previsto per la route di Sarah Marple.
- Finale triste: previsto solo per la route di Jack, prevede la morte di quest'ultimo.
- Finale mortale: previsto solo per la route di Jack, prevede la morte di Emily.

Nella route di Kenichirō è possibile anche assistere a un finale secondario avente per protagonisti Emily e Seiji, che diventano amici per sempre. Esiste anche una route secondaria aventi come protagonisti Herlock e William.
Le route di Jack e Lupin sono accessibili solo a partire dalla seconda partita giocata. Terminate le route dei personaggi si accede alla route finale.

### Route comune
- Prologo

Emily Whiteley è una giovane sedicenne appena trasferitasi a Londra dalla campagna. Per fare il suo debutto in società, partecipa alla festa di compleanno della Regina Vittoria, durante la quale si celebra anche il primo compleanno di Chelsea, la gatta che il Siam ha donato alla sovrana. Al ricevimento, Emily incontra Herlock e William e, incuriosita, decide di seguirli: nascosta dietro una tenda, assiste al loro incontro con la regina e l'ispettore Lestrade di Scotland Yard, ma viene scoperta. La sovrana, comunque, la prega di rimanere e li incarica di trovare Chelsea, che è scappata. La gatta viene infine trovata a Hyde Park grazie a dell'erba gatta portata da Pendleton. Il giorno successivo, Emily viene invitata a Buckingham Palace, dove la Regina Vittoria le esprime la sua gratitudine e la informa di averla raccomandata alla Harrington Gakuen, una scuola per detective che anche sua madre Olivia aveva frequentato.
- Capitolo 1 – L'ammissione alla Harrington Gakuen (ハリントン学園への入学?, Harinton gakuen e no nyūgaku)

Il giorno dopo aver parlato con la regina, Emily inizia a frequentare la Harrington Gakuen, scoprendo di essere in classe con William e Herlock. Prima dell'inizio delle lezioni, viene raccolto il denaro per il viaggio del diploma, che viene messo in una borsa. All'ora di pranzo, però, la borsa è introvabile: Emily e Herlock scoprono che il ladro è un altro studente, Clave Macleod. I due vengono improvvisamente tramortiti dagli amici di Clave e rinchiusi in un deposito sotterraneo: grazie allo specchietto della ragazza, però, Herlock riesce a inviare un messaggio in codice Morse a William, che arriva a liberarli. Clave e la sua banda vengono invece arrestati.
- Capitolo 2 – Prestare attenzione durante l'ora del tè (お茶の時間にご用心?, Ocha no jikan ni goyōshin)

Leggendo il giornale, Emily apprende della morte del duca di Arvin per avvelenamento da arsenico. A mezzogiorno, la ragazza non ha quindi voglia di mangiare, ma viene attratta dal pranzo al sacco di una delle studentesse, Sarah Marple, che si offre di condividerlo con lei. Invitata nei dormitori, Emily conosce altre due ragazze, Elisa e Angelica: quest'ultima, però, da alcune settimane non sta affatto bene e il dottore non riesce a capire che cosa abbia. Emily sospetta che sia stata avvelenata, e Herlock conferma la sua teoria: con l'aiuto di Sarah, la ragazza scopre che la colpevole è Elisa, che ha cominciato ad avvelenare progressivamente Angelica perché era gelosa delle attenzioni che Rayfus, il suo ragazzo, le riservava. Emily e Sarah chiedono a Elisa di lasciare la scuola se non vuole essere denunciata.
- Capitolo 3 – Jack, lo studente anticonformista (異端児の生徒ジャック?, Itan-ji no seito Jakku)

Una donna viene brutalmente assassinata nell'East End di Londra. Mentre Herlock e William si uniscono alla polizia di Scotland Yard nelle indagini, Emily cerca di avvicinarsi a uno studente freddo e silenzioso, Jack Mirrors, che però la respinge. La giovane inizia a scambiare con lui delle lettere e, inoltre, scopre che entrambi i suoi genitori hanno frequentato la Harrington Gakuen, e dopo il diploma hanno fondato lo Harrington Education Fund.

### Holmes Jr.
Emily viene aggredita da un uomo incappucciato, ma Sherlock Holmes giunge in suo soccorso e la salva. Poco dopo, l'aggressore viene freddato con un colpo di pistola. Emily, Herlock e William cominciano a indagare. Le loro attenzioni si concentrano sull'aristocratico Regulus Acton: questi, però, viene assassinato, e la polizia arresta Herlock poiché un bottone del suo cappotto viene trovato sul luogo del delitto, e il capo di abbigliamento stesso presenta tracce di sangue della vittima. Il ladro Lupin sembra sapere chi sia il vero colpevole, così Herlock e Emily lo inseguono, ma il criminale rapisce la ragazza. Lupin sfida Herlock a una partita di scacchi mettendo Emily come premio. Questa, intanto, riesce a fuggire dal luogo dove era tenuta rinchiusa.
- Lieto fine: grazie all'arrivo di Emily, che lo aiuta, Herlock vince la partita a scacchi contro Lupin. Prima di fuggire, il ladro fornisce a Herlock un indizio sulla Spellbound, l'organizzazione criminale di Moriarty, grazie al quale il giovane detective scopre che il colonnello Moran medita vendetta contro suo padre Sherlock Holmes. Herlock e il colonnello combattono, ma, prima di essere arrestato, il criminale si getta in un incendio e muore: Emily perde così l'unico contatto che aveva per sapere qualcosa sulla morte dei genitori, avendo scoperto che Moran era coinvolto. Successivamente, Emily e Herlock si dichiarano il proprio amore.
- Brutta fine: Herlock perde la partita a scacchi contro Lupin, e Emily assiste alla scena. Dopo essersi rifiutata di seguire il ladro, sviene, mentre Lupin scappa. Herlock, sentendosi in colpa per non averla salvata, si allontana da lei, mentre Emily crede di averlo ostacolato nella cattura di Lupin. Le accuse contro Herlock vengono tolte e il ragazzo torna a lavorare con William, ma lui e Emily si tengono a distanza.

### Watson Jr.
Mentre segue Herlock nelle indagini sul caso di Jack lo squartatore, un serial killer dell'East End, William ricorda di quando, a nove anni, incontrò una ragazzina nel bosco. Nonostante si fosse persa, era più preoccupata per un animaletto imprigionato in una trappola, e la sua forza spinse William a impegnarsi per proteggere le persone.
- Lieto fine: Jack lo squartatore attacca Emily, ma William riesce a proteggerla. Intanto si scopre che il colonnello Moran, agli ordini del professor Moriarty, vuole uccidere la regina durante una battuta di caccia alla volpe. Dopo l'arresto del criminale, William riceve il riconoscimento della regina e diventa un detective al suo servizio. Il ragazzo porta poi Emily nel bosco, e qui lei si accorge di averlo già incontrato precedentemente, quando si era persa nella foresta: fu egli a darle la forza di resistere di fronte alle difficoltà. William le confessa i propri sentimenti, che la ragazza ricambia, e promettono di proteggersi vicendevolmente durante il loro futuro insieme.
- Brutta fine: William non riesce a proteggere Emily dall'attacco di Jack lo squartatore, e la ragazza viene ferita. Sentendosi in colpa, il ragazzo si allontana da lei, e Pendleton gli intima di restarle lontano, visto che non è in grado di difenderla. William riprende così ad allenarsi finché non sarà capace di restare al suo fianco.[4]

### Sarah Marple
Questa route vede Emily trascorrere molto tempo insieme a Sarah Marple, imparando a cucinare o partecipando a dei picnic, invece che a risolvere casi. All'approssimarsi del giorno del diploma, Emily si rende conto di non aver ancora deciso che cosa fare nella vita. Una volta diplomata, Sarah decide di aprire un'agenzia investigativa/sala da tè e offre a Emily di vivere a casa sua finché non avrà trovato la sua strada. La ragazza accetta e le due diventano amiche per sempre.

### Jack lo squartatore
Mentre si trova nell'East End, Emily vede Jack lo squartatore uccidere un uomo e riconosce in lui il suo compagno di scuola Jack Mirrors, ma mantiene il segreto. Sherlock Holmes, intanto, aiuta Herlock, William e Lestrade nelle indagini sullo spietato assassino. Il colonnello Moran scopre che Emily ha visto Jack, ma che è ancora viva: ordina quindi al ragazzo di ucciderla. Jack decide di non farlo; nel frattempo a Scotland Yard arriva una lettera che anticipa la strage di tutte le prostitute dell'East End e di Emily, che viene messa sotto scorta. Sapendo che Moran invierà qualcun altro a ucciderla, Jack si reca a casa dell'amica per dirle di scappare. Parlando con lui, Emily capisce che non è lui lo squartatore, perché Jack non elimina le donne, come fa invece il killer.
- Lieto fine: Jack dice a Moran di aver ucciso Emily, ma l'uomo non gli crede e, combattendo, Jack lo uccide. Sapendo che il vero squartatore, Bradley, eliminerà Emily, il ragazzo va a villa Whiteley per salvarla, ma la giovane è già fuggita con Pendleton e Jack trova nella casa la polizia, che lo arresta. Imprigionato nella Torre di Londra, in attesa dell'esecuzione e senza sapere cosa ne è stato di Emily, accetta la propria condizione. La ragazza, scoperto cosa sta per succedergli, decide di fare da esca per attirare Bradley e scagionare l'amico. Jack viene a sapere del suo piano ed evade per proteggerla. Emily viene attaccata da Bradley, ma Jack, Herlock e William la difendono. Bradley, convinto di essere riuscito a uccidere Jack, si suicida. Dopo aver scontato la sua pena in carcere, Jack viene assunto come guardia del corpo di Emily.
- Finale triste: quando Emily viene attaccata da Bradley, Jack la difende da solo e viene pertanto ucciso; la polizia, invece, spara a Bradley, che muore.
- Finale mortale: Pendleton scopre Jack a villa Whiteley e spara al ragazzo, ma Emily si mette in mezzo e riceve il colpo, morendo al suo posto.[5]

### Lupin Jr.
Il ladro Lupin decide inspiegabilmente di rubare la foto di famiglia di Emily, mentre Jean Lupin, suo compagno di classe, si offre di aiutare la ragazza a proteggere la preziosa immagine. La foto viene però trafugata. Jean aiuta Emily nelle ricerche, ma, quando la giovane viene importunata da alcuni ragazzi, mostra la sua vera identità di Lupin proteggendola. Dopo essersi scusato con Emily, dicendole che non lo rivedrà più, smette di andare a scuola, ma la ragazza decide di cercarlo.
- Lieto fine: Lupin spiega a Emily che sua madre fu uccisa dall'organizzazione Spellbound sotto i suoi occhi poiché era una spia e perdipiù legata a un ladro, ma che non si era mai pentita di aver sposato Arsene perché considerava lui e Jean molto preziosi. Jean ha così deciso di vendicare la sua morte, uccidendo il professor Moriarty, capo dell'organizzazione. Emily, però, riesce a fermarlo, e Moriarty viene arrestato. Lupin restituisce la foto e decide di sparire di scena lasciando Emily, ma, resosi conto che non può stare senza di lei, ritorna all'accademia e le rivela i suoi sentimenti, che vengono ricambiati.
- Brutta fine: Lupin decide che Emily interferisce con i suoi piani e si trasferisce a Parigi, ma ogni tanto torna a Londra per vederla. La ragazza gli promette che, una volta diventata una detective, lo catturerà.

### Kenichirō Akechi
Emily apprende del triste passato di Akechi: il suo maestro di spada, che Kenichirō considerava un padre, rifiutò improvvisamente di tenerlo ancora come discepolo e lo cacciò. Intanto, a Londra qualcuno inizia a praticare magia nera segretamente, nella cripta di una chiesa. Herlock sospetta che il mandante dei rapimenti sia Dehal, il capo di Kenichirō e Seiji, ma il primo fa fatica a credergli perché è già stato tradito una volta dal suo maestro.
- Lieto fine: indagando, Emily scopre che Herlock ha ragione e che Dehal è a capo del culto segreto. La ragazza lo segue nella chiesa, e trova molti bambini che lottano tra loro per entrare a far parte di un'organizzazione nota come Spellbound. Prima di riuscire ad andarsene, viene drogata e imprigionata. Kenichirō la trova prima che le venga fatto del male, ma la chiesa viene incendiata e Emily, per salvare uno dei bambini, torna nell'edificio in fiamme e viene nuovamente catturata. Seiji impedisce ad Akechi di seguirla, e i due vanno invece al porto per liberare lei e i bambini, che stanno per essere portati a Hong Kong. Con l'aiuto di Pendleton, Kenichirō sconfigge Dehal e il suo capo Prlock, poi decide di tornare in Giappone, chiedendo a Emily di andare con lui. Nonostante le proteste di Pendleton, la ragazza accetta.
- Finale triste: Emily non indaga su Dehal e Kenichirō decide di far finta di niente e tornare in Giappone dopo il diploma. All'ultimo momento decide di dirlo a Emily, che non può fare niente per fermarlo. Gli promette, però, che se tornerà scoprirà che è diventata una donna forte.[1]

#### Seiji Kobayashi
Seiji si arrabbia con Kenichirō perché ignora Emily, rendendola triste, e decide di passare più tempo con lei. Poi, la notte prima della partenza di Seiji e Kenichirō per il Giappone, Emily e il ragazzo vanno a giocare con i fuochi d'artificio che Seiji ha fatto a mano. Il giovane le promette che la prenderà come assistente quando tornerà in Inghilterra come famoso detective.

### Route secondaria
A villa Whiteley arriva un pacco bomba, che esplode senza però provocare vittime. Mentre, dopo aver saputo dell'accaduto, iniziano a fare da guardie del corpo a Emily, Herlock e William vengono scelti per suonare piano e violino durante uno spettacolo musicale alla Harrington: qui scoprono che un loro compagno di classe, Slater, sta aiutando il colonnello Moran e ha addosso una bomba. L'ordigno viene disinnescato da Herlock con l'aiuto di Emily, ma Slater muore a causa del veleno che aveva precedentemente ingerito.

### Route finale
Appare dopo aver risolto tutte le altre route. Emily riceve un libro da Pendleton e, se decide di aprirlo, riceverà della informazioni sui suoi genitori che solo la Regina Vittoria e il conte Beckford, amici di Robert e Olivia Whiteley, conoscono. La ragazza condivide le informazioni con Herlock e William, e insieme decidono di risolvere il caso di omicidio dei signori Whiteley. Approfittando dell'assenza di Pendleton, Herlock trova a casa di Emily le chiavi dello scantinato in cui la ragazza non è autorizzata ad entrare: aperta la porta, Emily si accorge che conduce al passaggio segreto attraverso il quale lei e Pendleton scapparono la notte dell'assassinio dei signori Whiteley. Successivamente, Emily riceve un telegramma dal conte Beckford e va a casa sua con Herlock e William. Si tratta però di una trappola, e i tre si trovano davanti il professor Moriarty: si scopre, così, che il denaro dell'associazione di beneficenza che i signori Whiteley avevano fondato veniva usato da Beckford per finanziare le attività criminali della Spellbound e che l'uomo, una volta scoperto, li uccise. Il trio ingaggia una battaglia con Moriarty e i suoi subordinati, che riescono a vincere grazie all'arrivo di Jack, Lupin, Seiji e Kenichirō. Il gruppo, infine, festeggia il primo Natale londinese di Emily.

## Altri media

### CD
Karin Entertainment ha pubblicato la collezione di CD Eikoku Tantei Mysteria character song series vol. 1-10, le cui canzoni sono eseguite dai doppiatori.
1. Jigen Meikyū (時限迷宮?, Jigen Meikyū) / Holmes Jr. (7 marzo 2013)
2. Saidai Fūsoku Sentimento (最大風速センチメント?, Saidai fūsoku senchimento) / Watson Jr. (7 marzo 2013)
3. Mikazuki Terrace no Entrance (三日月テラスのエトランゼ?, Mikadzuki terasu no etoranze) / Sarah Marple (11 aprile 2013)
4. Oyasumi Melancholia (おやすみメランコリア?, Oyasumi merankoria) / Jack lo squartatore (11 aprile 2013)
5. Omasena☆Ready☆Custard (おませな☆レディ☆カスタード?, Omasena☆redi☆kasutādo) / Miss Hudson (16 maggio 2013)
6. Odore Moulin Rouge (踊れムーラン・ルージュ?, Odore mūran rūju) / Lupin Jr. (16 maggio 2013)
7. Biscuit&Honey&Holiday (ビスケット&ハニー&ホリデイ?, Bisuketto&hanī&horidei) / Seiji Kobayashi (16 maggio 2013)
8. Raden no Trafalgar (螺鈿のラファーガ?, Raden no rafāga) / Kenichirō Akechi (6 giugno 2013)
9. Odekake ni wa kasa o o wasurenaku (お出かけには傘をお忘れなく?, Odekake ni wa kasa o o wasurenaku) / Pendleton (6 giugno 2013)
10. Ohayō Little Berry (おはようリトル・ベリー?, Ohayō ritoru berī) / Emily (6 giugno 2013)